# 施罗本豪森
施罗本豪森（德語：Schrobenhausen，發音：[ʃʁoːbn̩ˈhaʊzn̩] ⓘ）是德国巴伐利亚州上巴伐利亚行政区诺伊堡-施罗本豪森县的城市，曾是施罗本豪森县的县治，面积75.26平方千米，2023年12月31日人口为18,199人。

## 友好城市
施罗本豪森与以下城市结为友好城市：
- 蒂耶尔（1986年）[2]
- 布里奇諾斯（1992年）[3]
- 佩爾格（1989年）[4]